# Gutshof Röblingen am See

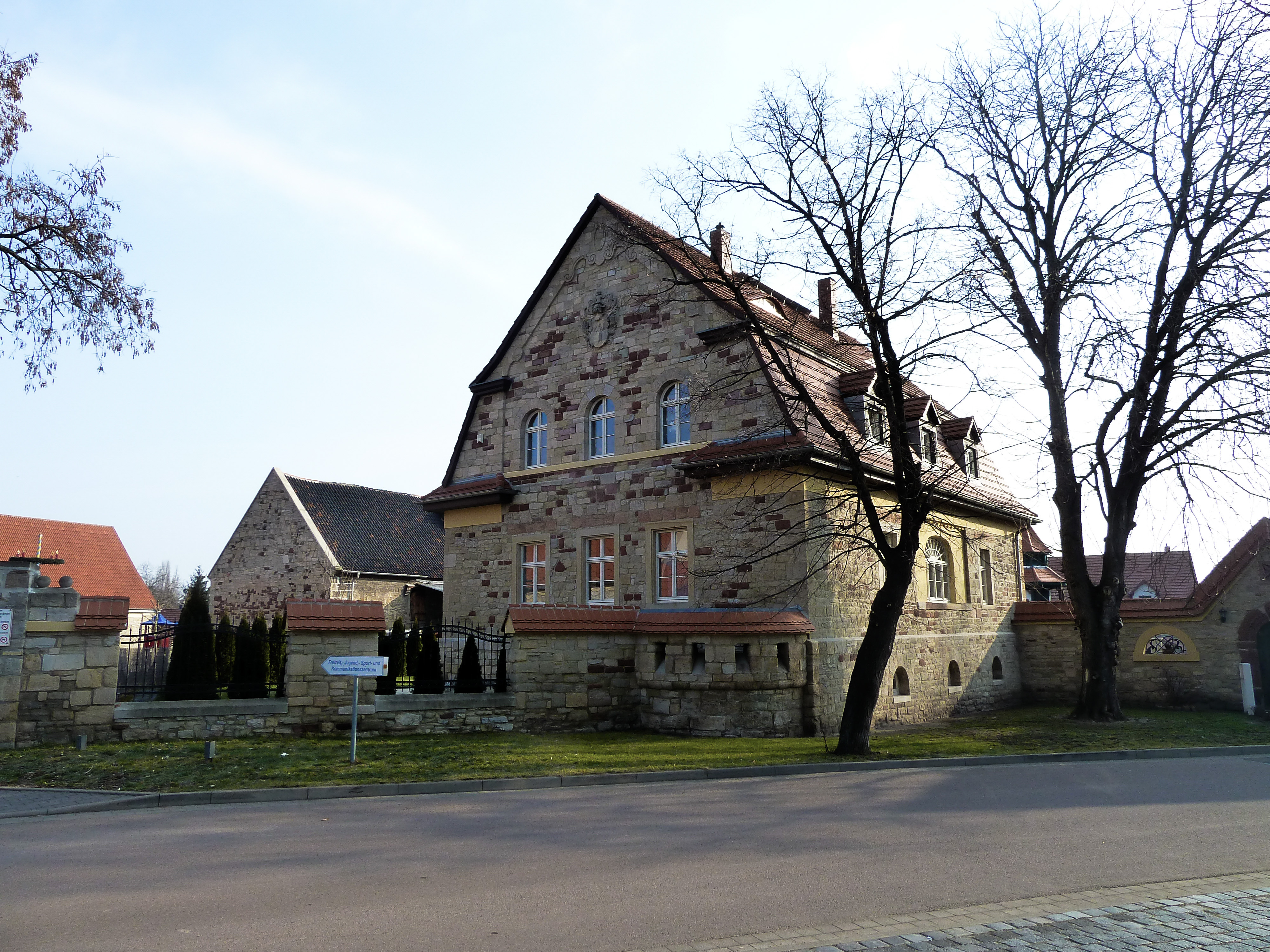
Gutshaus von Südwesten

Der Gutshof Röblingen am See ist ein denkmalgeschützter Gutshof in der Ortschaft Röblingen am See der Gemeinde Seegebiet Mansfelder Land in Sachsen-Anhalt. Im örtlichen Denkmalverzeichnis ist er unter der Erfassungsnummer 094 76500 als Baudenkmal verzeichnet.

## Allgemeines
Die Wohn- und Wirtschaftsgebäude entstammen dem 19. und frühen 20. Jahrhundert. Der Gutshof zählt mit seinen Höfen und seinen Gebäuden zu den größten Gutshöfen im Mansfelder Land. Er befindet sich zusammen mit der Kirche St. Nikolai und dem Pfarrhof in der Mitte des Ortes. Der Gutshof wird von den Straßen Lange Straße, Pfarrstraße und Otto-Schlag-Straße begrenzt. Beim Bau der Umfassungsmauer zwischen Haupthaus und Stallgebäude wurde ein rundbogiges Sitznischenportal von 1613 in die Mauer integriert. Auf dem Hof östlich des Haupthauses befindet sich ein Taubenturm mit achteckigem hölzernem Aufsatz.

## Geschichte
Das Freigut befand sich bis 1612 im Besitz von Graf David von Mansfeld und wurde vom Eisleber Kaufmann Christoph Ellinger gekauft. Mit dem Wechsel in den Besitz von Georg Philipp Wentzel im Jahr 1772 wurde der Grundstein für den wentzelschen Großgrundbesitz im Mansfelder Land gelegt.